# Folignano
Folignano är en ort och kommun i provinsen Ascoli Piceno i regionen Marche i Italien. Kommunen hade 9 138 invånare (2018).